# Nefertari

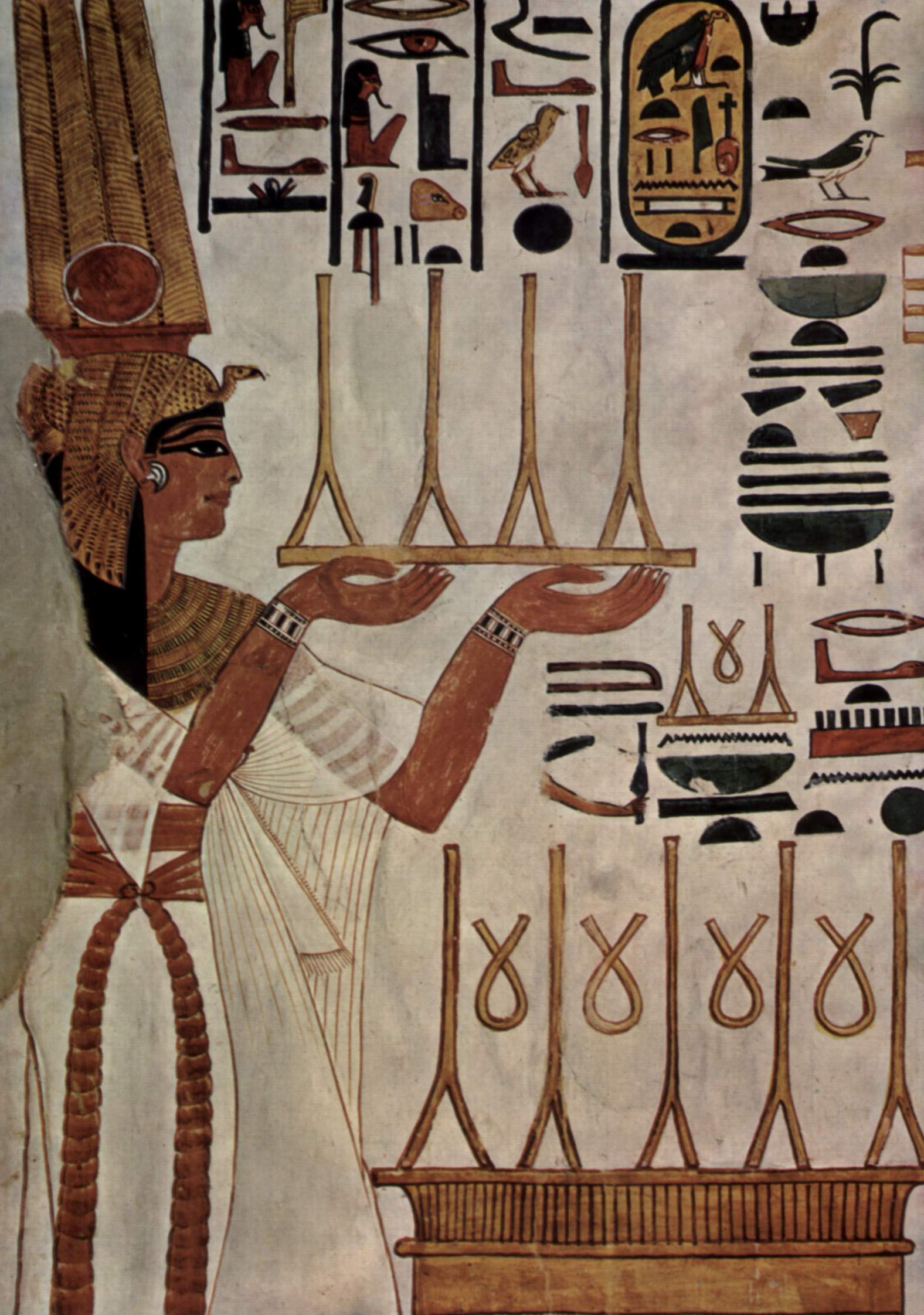
Maler der Grabkammer der Nefertari 002

Nefertari (Nefertari Merytmut sau Mut-Nefertari) (c. 1300–1250 î.Hr.) a fost prima soție a lui Ramses cel Mare. Ea este printre cele mai cunoscute regine egiptene după Cleopatra, Nefertiti și Hatshepsut.